# Rajd Włoch 1977
Rajd San Remo 1977 - Rajd Włoch (19. Rallye Sanremo) – 19 Rajd San Remo rozgrywany we Włoszech w dniach 4-8 października. Była to dziewiąta runda Rajdowych Mistrzostw Świata w roku 1977. Rajd został rozegrany na nawierzchni asfaltowej. Bazą rajdu było miasto San Remo.

## Wyniki końcowe rajdu[1]
| Msc. | Kierowca            | Pilot                | Samochód              | Czas     | Strata   | Grupa | Pkt zespół | Pkt kierowca |
| ---- | ------------------- | -------------------- | --------------------- | -------- | -------- | ----- | ---------- | ------------ |
| 1    | Jean-Claude Andruet | Christian Delferrier | Fiat 131 Abarth       | 10:27.43 | 0.0      | 4     | 10+8       | 9            |
| 2.   | Maurizio Verini     | Bruno Scabini        | Fiat 131 Abarth       | 10:29.40 | +1.57    | 4     |            | 6            |
| 3.   | Antonio Fassina     | Mauro Mannini        | Fiat 131 Abarth       | 10:36.30 | +8.47    | 4     |            | 4            |
| 4.   | Mauro Pregliasco    | Vittorio Reisoli     | Lancia Stratos HF     | 10:38.30 | +10.47   | 4     | 7+5        | 3            |
| 5.   | Björn Waldegård     | Hans Thorszelius     | Ford Escort RS1800    | 10:41.19 | +13.36   | 4     | 6+4        | 2            |
| 6.   | Federico Ormezzano  | Renato Meiohas       | Opel Kadett GT/E      | 10:57.01 | +29.18   | 2     | 5+8        | 1            |
| 7.   | Jean Ragnotti       | Jean-Marc Andrié     | Renault 5 Alpine      | 11:08.48 | +41.05   | 2     | 4+7        |              |
| 8.   | Angelo Presotto     | Mirko Perissutti     | Opel Kadett GT/E      | 11:21.22 | +53.39   | 2     |            |              |
| 9.   | Orlando Dall'Ava    | Alberto Russo        | Alfa Romeo Alfetta GT | 11:29.50 | +1:02.07 | 2     | 2+5        |              |
| 10.  | Christian Gardavot  | Georges Otto         | Porsche 911           | 11:32.43 | +1:05.00 | 3     | 1+8        |              |

## Punktacja

### Klasyfikacja producentów
| Lp | Producent | Pkt. |
| -- | --------- | ---- |
| 1  | Ford      | 130  |
| 2  | Fiat      | 124  |
| 3  | Opel      | 64   |
| 4  | Toyota    | 52   |
| 5  | Lancia    | 44   |

- Uwaga: Tabela obejmuje tylko pięć pierwszych miejsc.

### Klasyfikacja  FIA Cup for Rally Drivers
| Lp | Producent           | Pkt. |
| -- | ------------------- | ---- |
| 1  | Sandro Munari       | 31   |
| 2  | Björn Waldegård     | 30   |
| 3  | Bernard Darniche    | 18   |
| 3  | Jean-Claude Andruet | 18   |
| 5  | Ari Vatanen         | 15   |
| 5  | Timo Salonen        | 15   |
| 5  | Simo Lampinen       | 15   |

- Uwaga: Tabela obejmuje tylko pięć pierwszych miejsc.